# Canton de Baie-Mahault-1
Le canton de Baie-Mahault-1 est une circonscription électorale française située dans le département et région de la Guadeloupe.

## Histoire
Un nouveau découpage territorial de la Guadeloupe entre en vigueur à l'occasion des premières élections départementales suivant le décret du 24 février 2014. Les conseillers départementaux sont, à compter de ces élections, élus au scrutin majoritaire binominal mixte. Les électeurs de chaque canton élisent au Conseil départemental, nouvelle appellation du Conseil général, deux membres de sexe différent, qui se présentent en binôme de candidats. Les conseillers départementaux sont élus pour 6 ans au scrutin binominal majoritaire à deux tours, l'accès au second tour nécessitant 12,5 % des inscrits au 1er tour. En outre la totalité des conseillers départementaux est renouvelée. Ce nouveau mode de scrutin nécessite un redécoupage des cantons dont le nombre est divisé par deux avec arrondi à l'unité impaire supérieure si ce nombre n'est pas entier impair, assorti de conditions de seuils minimaux. Dans la Guadeloupe, le nombre de cantons passe ainsi de 40 à 21.
Le canton de Baie-Mahault-1 est formé d'une fraction de la commune de Baie-Mahault. Il est entièrement inclus dans l'arrondissement de Basse-Terre. Le bureau centralisateur est situé à Baie-Mahault.

## Représentation
| Période élective | Période élective | Mandat | Mandat           | Identité               | Nuance | Nuance | Qualité |
| ---------------- | ---------------- | ------ | ---------------- | ---------------------- | ------ | ------ | --- |
| 2015             | 2021             | 2015   | 2021             | Justin Dessout         |        | DVG    | Technicien 5ème adjoint au maire de Baie-Mahault, membre du GUSR                                           |
| 2015             | 2021             | 2015   | 2016 (démission) | Corinne Pétro          |        | DVG    | Cadre de la fonction publique Conseillère municipale de Baie-Mahault Conseillère régionale, membre du GUSR |
| 2015             | 2021             | 2016   | 2021             | Claudine Chalus        |        | DVG    | Conseillère municipale de Baie-Mahault, membre du GUSR                                                     |
| 2021             | 2028             | 2021   | en cours         | Michel Mado            |        | DVG    | Musicien, adjoint au maire de Baie-Mahault, membre du GUSR                                                 |
| 2021             | 2028             | 2021   | en cours         | Hélène Polifonte Molia |        | DVG    | Professeure, maire de Baie-Mahault, membre du GUSR                                                         |

### Résultats détaillés

#### Élections de mars 2015
À l'issue du 1er tour des élections départementales de 2015, deux binômes sont en ballottage : Justin Dessout et Corinne Pétro (DVG, 70,42 %) et Philibert Badlou et Sylvie Chammougon-Anno (DVD, 22,61 %). Le taux de participation est de 39,85 % (5 416 votants sur 13 590 inscrits) contre 44,45 % au niveau départemental et 50,17 % au niveau national.
Au second tour, Justin Dessout et Corinne Pétro (DVG) sont élus avec 73,49 % des suffrages exprimés et un taux de participation de 39,79 % (3 543 voix pour 5 408 votants pour 13 591 inscrits).

#### Élections de juin 2021
Le premier tour des élections départementales de 2021 est marqué par un très faible taux de participation (33,26 % au niveau national). Dans le canton de Baie-Mahault-1, ce taux de participation est de 29,42 % (4 218 votants sur 14 335 inscrits) contre 30,59 % au niveau départemental. À l'issue de ce premier tour,  le binôme constitué de Michel Mado et Hélène Polifonte Molia (DVG) est élu avec 76,93 % des suffrages exprimés.
Le second tour des élections est marqué une nouvelle fois par une abstention massive équivalente au premier tour. Les taux de participation sont de 34,36 % au niveau national, 37,59 % dans le département et 29,42 % dans le canton de Baie-Mahault-1. Michel Mado et Hélène Polifonte Molia (DVG) sont élus avec 76,93 % des suffrages exprimés (2 894 voix pour 4 218 votants et 14 335 inscrits),,.

## Composition
| Nom                                  | Code Insee | Intercommunalité  | Superficie (km2) | Population (dernière pop. légale)                | Densité (hab./km2) | Modifier                                    |
| ------------------------------------ | ---------- | ----------------- | ---------------- | ------------------------------------------------ | ------------------ | ------------------------------------------- |
| Baie-Mahault (bureau centralisateur) | 97103      | CA Cap Excellence | 46,00            | Fraction : 19 294 (2022) Commune : 30 943 (2022) | 673                | modifier les données · modifier les données |
| Canton de Baie-Mahault-1             | 97104      |                   |                  | 19 294 (2022)                                    |                    | modifier les données                        |

Le canton de Baie-Mahault-1 comprend la partie de la commune de Baie-Mahault située au nord d'une ligne définie par l'axe des voies et limites suivantes : depuis la limite territoriale de la commune de Lamentin, route départementale 2 (direction Sud), chemin du Calvaire (direction Sud-Est), rue Joseph-Antenor, chemin de la Digue, tronçon de voie sans nom (direction Nord-Est), route nationale 2 (direction Est), route nationale 1 (direction Sud), jusqu'à la limite territoriale de la commune de Petit-Bourg.

## Démographie
En 2022, le canton comptait 19 294 habitants, en évolution de −4,22 % par rapport à 2016 (Guadeloupe : −2,67 %, France hors Mayotte : +2,11 %).
| 2013   | 2018   | 2022   |
| ------ | ------ | ------ |
| 19 272 | 19 903 | 19 294 |